# 羅伯特·加西亞
羅伯特·朱利奧·加西亞（英語：Robert Julio Garcia，1977年12月2日—），是一位美国教育家和政治人物，自2023年擔任代表加利福尼亚州第42国会选区聯邦眾議員，民主黨籍，前任长滩市长。
加西亚在2022年中期选举当选美国众议院议员。他是第一位当选国会议员的秘鲁裔美国人，也是驱逐乔治·桑托斯主要人物之一。

## 外部連結
- Robert Garcia for Congress （页面存档备份，存于） campaign website

- 美國國會國家人物傳記大辭典中的傳記
- 由華盛頓郵報維護的投票記錄
- 智慧投票计划中的傳記、投票紀錄及利益集團評級
- 聯邦選舉委員會中的競選財務報告和數據
- C-SPAN內的頁面（英文）